# 1903 en chimie
Cet article présente les faits marquants de l'année 1903 en chimie.

## Évènements
- 21 mars (8 mars du calendrier julien) : le botaniste russe Mikhail Semenovich Tswett expose les principes de la chromatographie lors d'une réunion de la Société des naturalistes de Varsovie[1],[2].
- 1er octobre : à la suite d'une déclaration de George Darwin, le physicien irlandais John Joly publie un article dans Nature intitulé Radium and the geological age of the earth dans lequel il envisage la possibilité d'utiliser le radium pour calculer l'âge de la Terre[3].
- Le chimiste français Édouard Bénédictus invente par hasard le verre feuilleté[4].
- Louis Bouveault et Gustave Blanc décrivent la réduction de Bouveault-Blanc[5]. Seule méthode de préparation des alcools primaires à partir des acides correspondants, elle a été supplantée par la réduction par les hydrures dès leur découverte[6].
- L'équation de Schröder-van Laar a été proposée indépendamment par Le Chatelier en 1885[7],[8], Schröder en 1893[9] et van Laar en 1903[10],[11].

## Prix
- Prix Nobel de chimie : Svante August Arrhenius pour les services extraordinaires rendus à l'avancement de la chimie par sa théorie de la dissociation des électrolytes[12],[13].
- Médaille Davy : Pierre Curie et Marie Curie pour leurs recherches sur le radium[14],[15].
- Médaille William-H.-Nichols : Edward B. Voorhees[16]

## Naissances
- 29 janvier : Yeshayahou Leibowitz (mort en 1994), chimiste, philosophe et écrivain israélien.
- 26 février : Giulio Natta (mort en 1979), chimiste italien, prix Nobel de chimie en 1963.
- 24 mars : Adolf Friedrich Johann Butenandt (mort en 1995), biochimiste allemand.
- 6 juillet : Hugo Theorell (mort en 1982), biochimiste suédois.
- 27 août : Léon Malaprade, chimiste français
- 22 septembre : Andreï Markov (mort en 1979), mathématicien, physicien et chimiste russe.
- 3 novembre : Maurice-Marie Janot (mort en 1978), chimiste, biologiste et pharmacologue français.
- 27 novembre : Lars Onsager (mort en 1976), chimiste norvégien, prix Nobel de chimie en 1968.

## Décès
- 5 mars : Eugène Anatole Demarçay (né en 1852), chimiste français.
- 28 avril : Willard Gibbs (né en 1839), physico-chimiste américain.